# Клес
Клѐс (на италиански: Cles, на местен диалект: Clies, Клиес) е градче и община в Северна Италия, автономна провинция Тренто, автономен регион Трентино-Южен Тирол. Разположено е на 658 m надморска височина. Населението на общината е 6912 души (към 2015 г.).